# Kebren (Stadt)

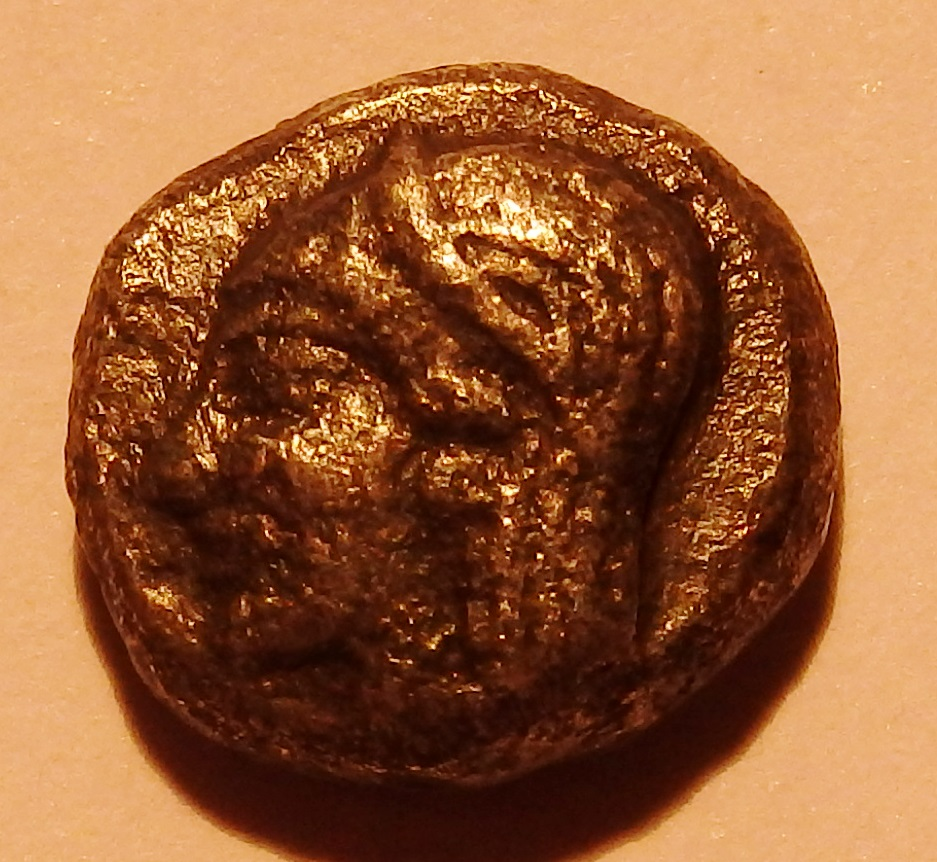
Diobol von Kebren, 5. Jahrhundert v. Chr.

Kebren (Κέβρην) oder auch zeitweise Antiocheia, war eine antike griechische Stadt. Sie lag in Kebrenia im mittleren Skamandertal in der Troas, einer Landschaft im Nordwesten der heutigen Türkei. Die Stadt kann auf zwei Hügeln, dem Çal Dağı und dem Fuğla  Tepesi bei dem Dorf Akpınar bei Bayramiç lokalisiert werden. Gegenüber am Fluss lag Skepsis.
Die Bevölkerung Kebrens bestand Xenophon zufolge aus Griechen und Einheimischen. Ab etwa 480 v. Chr. prägte die Stadt Silbermünzen – vor allem Oboloi, ihre Vielfachen und Teilstücke – und später auch Bronzemünzen. Die Münzen zeigen häufig einen Widderkopf als Wappentier. Kebren, das laut Ephoros von Kyme von seiner Vaterstadt Kyme aus gegründet wurde, war im 5. Jahrhundert v. Chr. Mitglied des Attischen Seebundes. Nach der Niederlage Athens im Peloponnesischen Krieg 404 v. Chr. gelangte die Stadt unter die Kontrolle des Satrapen Pharnabazos II., auch wenn sie kurzzeitig in der Hand Spartas lag. Im Jahr 360/59 v. Chr. wurde sie von Charidemos eingenommen, doch kurz darauf von Artabazos II. zurückerobert.
Um 310 v. Chr. wurde Kebren durch Synoikismos Teil der von Antigonos I. gegründeten Stadt Antigonia Troas, die 301 v. Chr. in Alexandria Troas umbenannt wurde. Kebren selbst hörte auf, als eigenständige Stadt zu bestehen. Zur Zeit Strabons gab es Kebren nicht mehr.
Aufgrund von Münzen, die ihren Motiven nach typische Vertreter der kebrenschen Münzen sind, als Beschriftung jedoch ein Antiocheia als prägende Stadt nennen, wurde von Louis Robert die Vermutung aufgestellt, dass Kebren zusammen mit Birytis in einem neuerlichen Synoikismos als Antiocheia Troas im Jahr 281 v. Chr. von Antiochos I. neu gegründet wurde.
Von der Stadt sind heute noch Überreste des aus klassischer Zeit stammenden Mauerrings zu erkennen. Es sind keinerlei Siedlungsreste aus hellenistischer Zeit gefunden worden, daher scheint die Stadt nach dem Synoikismos völlig verlassen worden zu sein.